# Dahmani
Pour les articles homonymes, voir Dahmani (homonymie).
Dahmani (arabe : الدهماني), anciennement appelée Ebba Ksour, est une ville du Nord-Ouest de la Tunisie située à une trentaine de kilomètres au sud-est du Kef.
Elle est située dans la région montagneuse de la dorsale tunisienne sur le flanc sud des petits massifs des djebels Lobreus (809 mètres) et El Houdh (955 mètres).
Rattachée au gouvernorat du Kef, elle constitue une municipalité comptant 12 964 habitants en 2014 ; elle est aussi le chef-lieu d'une délégation. Hamadi Tebai en est le maire à partir de 1980.
Le site antique d'Althiburos à Medeina est localisé à une quinzaine de kilomètres de la cité. C'est à cet endroit que l'oued qui traverse la ville prend sa source.

## Économie
Son activité principale est l'agriculture, et notamment la production de blé : elle abrite ainsi les plus grands silos à blé du centre de la Tunisie[réf. nécessaire]. Dahmani est aussi connue pour ses autres ressources comme :
- des carrières de pierre, de sable, de marbre et d'argile ;
- les peaux ovines et la laine ;
- le bois et les plantes forestières ;
- des ressources en eau minérale et thermale ;
- des mines de fer, de phosphate et de carbonate.

## Sport
Le Dahmani Athlétique Club est le club de football de la ville ; il évolue durant la saison 2010-2011 en Ligue III.

## Politique
Dahmani est placée sous l'autorité d'un maire dont la liste est la suivante :
- 1970-1975 : Abderrahim Zouari
- 1980-2010 : Hamadi Tebai
- depuis le 22 janvier 2013 : Mohamed Hédi Ben Madhi[2]